# 강민웅
강민웅(1985년 8월 13일 ~ )은 대한민국의 남자 배구 선수이다. 소속팀은 수원 한국전력 빅스톰, 포지션은 세터이다.
2007-2008 프로배구 드래프트 당시 수련선수 자격으로 삼성화재에 입단했다가 부상으로 재활 중이었던 이형두를 대신해 시즌 중 대체 선수로 로스터에 합류하면서 정식 선수가 되었다.
상무에서 군 복무를 마치고 삼성화재에 돌아와 유광우의 백업으로 출장하다가, 2014년 1월 17일 황동일을 상대로 트레이드됐다.

## 참조 문서
1. ↑  '세터 교환' 대한항공-삼성화재, 트레이드 단행 - 엑스포츠뉴스